# Nicolau Tselementes
Nicolau Tselementes (em grego: Νικόλαος Τσελεμεντές; romaniz.: Nikólaos Tselementés; Exampela, Sifnos, 1878 — Atenas, 1958) foi um chef de cozinha grego do início do século XX que é considerado um dos mais influentes escritores de culinária da Grécia moderna.
Nascido na aldeia de Exampela na pequena ilha de Sifnos, cresceu em Atenas, onde acabou o ensino secundário. Começou a trabalhar como funcionário num cartório de notariado, começou depois a cozinhar no restaurante do pai e do tio. Estudou culinária em Viena e quando regressou à Grécia trabalhou para diversas embaixadas. Tornou-se conhecido com a revista Οδηγός Μαγειρικής (Odigos Mageirikis; "Guia de Culinária"), cuja publicação foi por ele iniciada em 1910, que além de receitas incluía conselhos de nutrição, cozinha internacional, notícias sobre culinária, etc.[carece de fontes?]
Em 1919 tornou-se gerente do Hotel Hermes. No ano seguinte foi para os Estados Unidos, onde trabalhou em alguns dos restaurantes mais caros do mundo, ao mesmo tempo que frequentava estudos superiores em culinária, confeitaria e dietética. Em 1920 publicou o influente livro Οδηγός Μαγειρικής και Ζαχαροπλαστικής (Odigós magirikís ke zakharoplastikís; "Guia de Culinária e Pastelaria").. Foi o primeiro livro de culinária em grego e teve mais de 15 edições nas décadas seguintes. Tselementes regressou à Grécia em 1932, onde fundou uma pequena escola de cozinha e confeitaria. Em 1950 publicou o seu único livro em inglês: Greek Cookery ("Gulinária Grega").
Influenciado pela cozinha francesa, foi o modernizador da cozinha grega, tendo sido graças a ele que os gregos conheceram o molho béchamel e a bouillabaisse. Alguns consideram que isto constituiu uma deturpação  da gastronomia grega com elementos ocidentais. Atualmente o seu nome é sinónimo de "livro de receitas" na Grécia, e é usado na brincadeira para chamar alguém que cozinha muito bem.